# Pšata (rzeka)
Pšata (dawniej Pešata) – rzeka w północnej części Słowenii, prawy dopływ Kamnika Bistricy. Ma długość 28 km i powierzchnię zlewni wynoszącą 136 km².

## Przebieg i opis

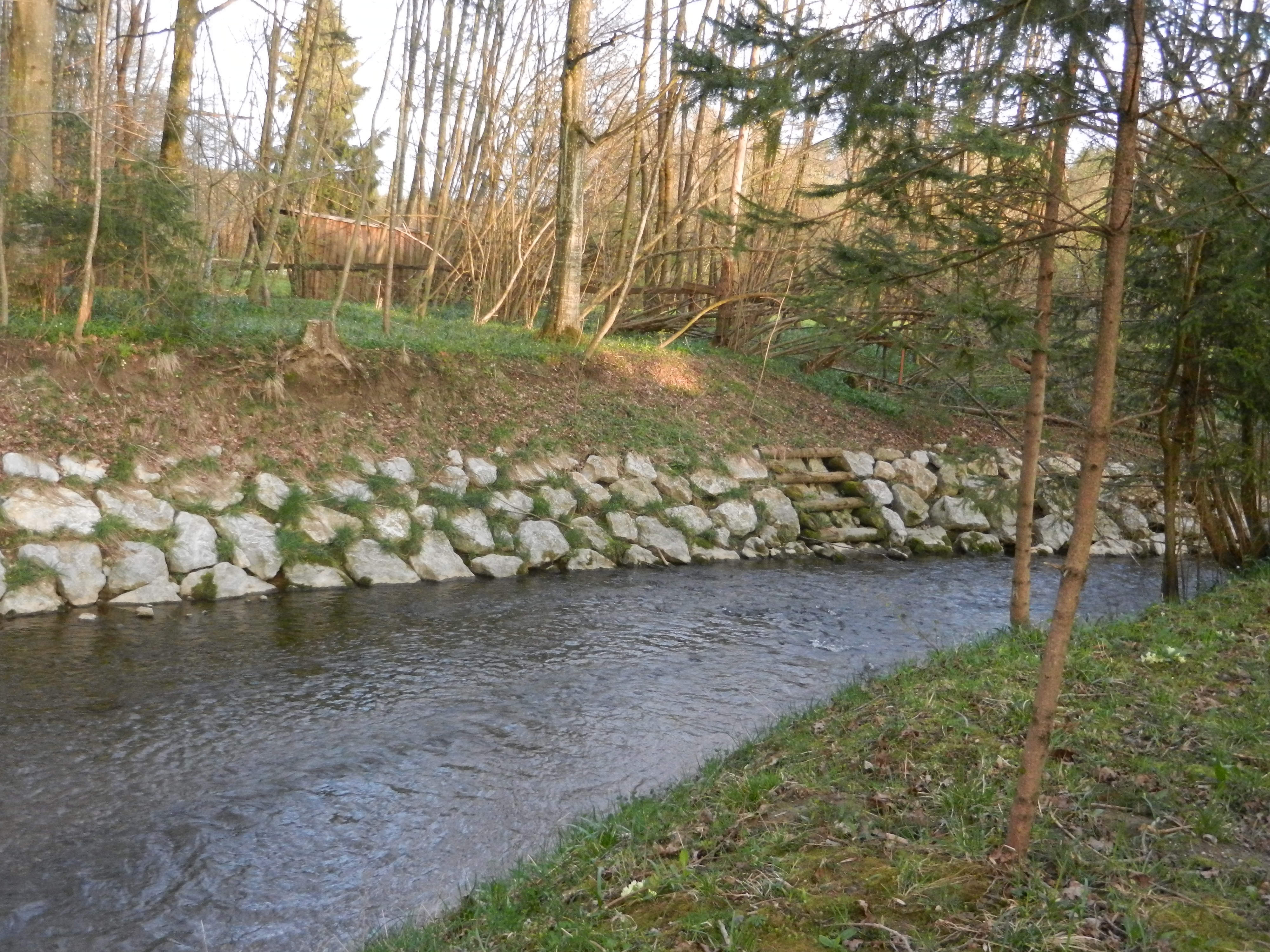
Rzeka przepływająca przez Zalog pri Cerkljah

Pšata jest prawym dopływem Kamniškiej Bistricy, części dorzecza Sawy. Ma 28,4 km długości i bierze swój początek w południowej części Alp Kamnickich. Jej krasowe źródło wypływa na powierzchnię w górnej części osady Pšata, gdzie początkowo płynie w kierunku południowo-wschodnim.
W osadzie Poženik ciek skręca w kierunku południowym, gdzie przyjmuję swój pierwszy dopływ, Šmidol. Od tej miejscowości do wsi Topole strumień przyjmuję liczne potoki i strumyki. We wsi Komenda rzeka skręca na wschód, aby ponownie skręcić na południe w dolnej części osady.
W górnej części miasta Mengeš wybudowano sztuczny kanał ulgi prowadzący bezpośrednio do Kamniku Bistrica, wzdłuż którego biegną ścieżki spacerowe. Pšata wije się pod wzgórzem Gobavica. Rzeka przepływa przez zachodnią część miasta, gdzie od tego odcinka do rzeki nie uchodzą żadne potoki ani strumyki (wyjątek stanowi jeden prawy strumień wpadający w okolicach Loki). Między Trzinem a ujściem rzeka ponownie przyjmuję liczne strumienie z lewej i prawej strony, czyli Depalščica, Srednjak i Gobovšek. W dolnej części miasta Trzin rzeka skręca na południowy wschód. Niecałe trzy kilometrów dalej rzeka przecina się z Autostradą A1, gdzie dwa kilometry dalej do rzeki wpada ostatni dopływ, Gobovšek. Ostatecznie kilkaset metrów dalej rzeka wpada do Kamniku Bistrica, gdzie po ponad dwóch kilometrach dalej Bistrica wpada do Sawy w północno wschodniej części Lublany.
Rzeka Pšata niegdyś napędzał młyny. W Mengešu i okolicy działało około dziesięciu młynów. Woda z potoku służyła również do prania ubrań, ale gdy wysychała, miejscowe kobiety szły prać ubrania do Mlinščicy.

## Fauna i flora
Pšata jest bogatym łowiskiem ryb i siedliskiem ryb karpiowatych, począwszy od zaworu bezpieczeństwa Mengeš, aż do ujścia Kamniškiej Bistricy. W naturalnych meandrach kryją się również większe okazy kleni, leszczy i innych ryb.